# TRPC5
TRPC5 (англ. Transient receptor potential cation channel subfamily C member 5) — белок, который кодируется одноимённым геном. Относится к ионным каналам.

## Функции
TRPC5 активен сам по себе или в виде гетеромультимерной сборки с TRPC1, TRPC3 и TRPC4. Он также взаимодействует с множеством белков, включая кальмодулин, CABP1, энкурин, фактор регуляции обмена Na+–H+ (NHERF), интерферон-индуцированный GTP-связывающий белок (MX1), белок безымянного пальца 24 (RNF24), домен SEC14L1 и белок, содержащий повторы спектрина 1 (SESTD1).
TRPC5 и TRPC4 вовлечены в процессы отравления ртутью и неврологических расстройств.  В 2021 году было установлено, что TRPC5 является компонентом  системы измерения холода в зубах.
Аномальный TRPC5 способствует нескольким заболеваниям. Например, детский гипертрофический пилорический стеноз связан с однонуклеотидными полиморфизмами гена TRPC5, которые нарушают контроль гладких мышц и приводят к гипертрофии. Кроме того, дисфункция TRPC5 может вызывать окклюзионные сосудистые заболевания за счет разрушения гладкомышечных клеток сосудов. Более того, фокальный сегментарный гломерулосклероз вызывается несбалансированным гомеостазом Ca2+ через TRPC5

## Активация
Гомомультимерный TRPC5 и гетеромультимерный TRPC5-TRPC1 каналы активируются внеклеточным восстановленным тиоредоксином. [11] Этот канал также участвует в действии анестетиков, таких как хлороформ, галотан и пропофол.

## Взаимодействие
TRPC5 взаимодействует с STMN3, TRPC1, и TRPC4.